# Ампутація

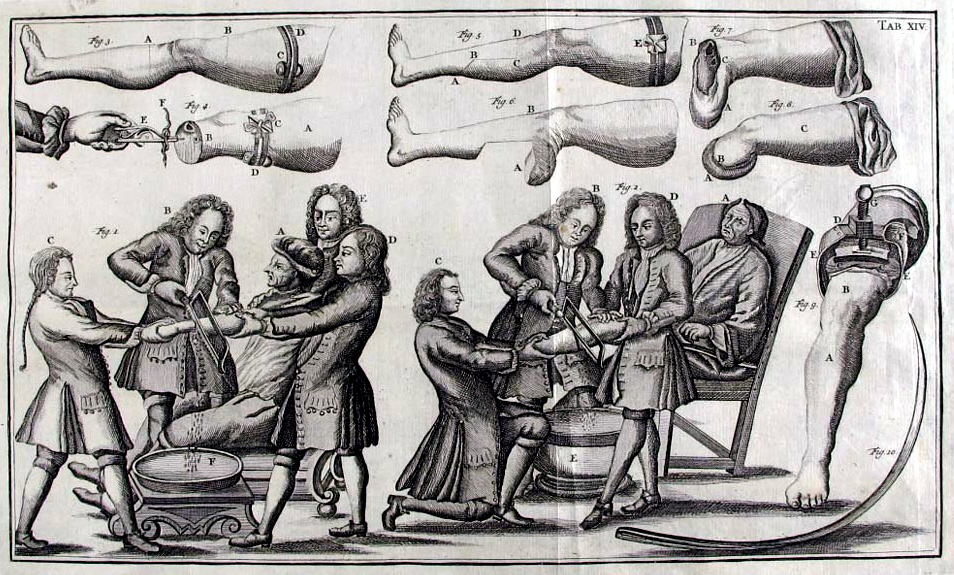
Посібник XVIII ст. щодо ходу виконання ампутацій із зупинкою кровотечі

Ампута́ція (лат. amputo — відрізаю) — хірургічна операція, яка полягає у відтинанні периферичної частини будь-якого органа. Найчастіше, коли йде мова про ампутацію в побутовому розумінні, мають на увазі ампутації кінцівки, хоча в більш ширшому значенні  можна розуміти й ампутацію грудної залози, язика тощо. Також відрізання кінцівки (або її периферичної частини) через суглоб називають екзартикуляція, а повне відтинання органа — екстирпація.
Втрату частини кінцівки, тулуба, обличчя, черепа, статевих органів внаслідок будь-якої травми називають травматичною ампутацією.
У деяких країнах нині ампутація використовується для покарання людей, які вчинили злочини.
У деяких культурах і релігіях незначні ампутації або каліцтва вважаються ритуальним виконанням.

## Історичні відомості
Найдавніше свідчення цієї практики походить від скелета, знайденого в печері Лян Тебо, Східний Калімантан, Індонезійське Борнео, що датується щонайменше 31 000 років тому. Це було зроблено, коли людина з ампутацією була маленькою дитиною.
У минулому, особливо під час військових дій, ампутацію кінцівок застосовували дуже широко. Основною проблемою при виконанні цієї операції до відкриття та застосування наркозу був час виконання. Чим довше виконувалась операція, тим менше шансів на виживання у пацієнта. Це призводило до інвалідизації, але дозволяло врятувати життя в «польових умовах».
Тепер завдяки значному розвиткові консервативного лікування та методик надання невідкладної та першої медичної допомоги до ампутації кінцівок вдаються лише в крайньому разі з метою уникнути загрози життю хворого. Під час Другої світової війни радянські хірурги досягли великих успіхів у лікуванні поранень кінцівок, що привело до значного зменшення кількості ампутацій після війни[джерело?].

## Причини

### Порушення кровообігу
- Діабетична васкулопатія
- Сепсис з периферичним некрозом
- Захворювання периферичних артерій, що може призвести до гангрени
- Важкий тромбоз глибоких вен (синя флегмазія[en]) може спричинити компартмент-синдром і гангрену[12]

### Новоутворення
- Пухлини кісток або м'яких тканин (наприклад, остеосаркома, хондросаркома, фібросаркома, епітеліоїдна саркома, Саркома Юїнга, синовіальна саркома, крижово-куприкова тератома, ліпосаркома), меланома

### Травма
- Важкі травми кінцівок, при яких спроби врятувати кінцівку не вдаються або кінцівку неможливо врятувати.
- Травматична ампутація (раптова ампутація, яка відбувається на місці нещасного випадку, коли кінцівку частково або повністю відрізано внаслідок нещасного випадку, наприклад, палець, відрізаний від полотна настільної пилки)
- Ампутація внутрішньоутробно (амніотичний перетяг)

### Вроджені аномалії
- Деформації пальців та/або кінцівок (наприклад, вогнищевий дефіцит проксимального відділу стегнової кістки, малогомілкова гемімелія)
- Додаткові пальці та/або кінцівки (наприклад, полідактилія)

### Інфекційні ураження
- Інфекція кісток (остеомієліт) та/або інфекції діабетичної стопи
- Гангрена
- Окопна стопа
- Некроз
- Менінгококова інфекція
- Стрептокок
- Vibrio vulnificus
- Некротичний фасціїт
- Газова гангрена
- Легіонелла
- Вірус грипу А
- Укуси тварин
- Сепсис
- Бубонна чума

### Обмороження
Обмороження — це травма, пов'язана з холодом, яка виникає, коли область (як правило, кінцівка) піддається дії екстремально низьких температур, що спричиняє обмерзання шкіри або інших тканин. Його патофізіологія включає утворення кристалів льоду при заморожуванні та згустків крові при розморожуванні, що призводить до пошкодження клітин і їхньої загибелі. Лікування важкого обмороження може вимагати хірургічної ампутації ураженої тканини або кінцівки; якщо є глибока травма, може виникнути аутоампутація.

### Спортивні результати
Іноді професійні спортсмени можуть вибрати ампутацію неосновного пальця, щоб полегшити хронічний біль і покращити продуктивність.
- Гравець в австралійський футбол Деніел Чік вирішив ампутувати безіменний палець лівої руки, оскільки хронічний біль і травма обмежували його продуктивність.[17]
- Гравцеві з регбі Джону Таваке також видалили палець.[18]
- Захиснику Національної футбольної ліги Ронні Лотту видалили кінчик мізинця після пошкодження у сезоні НФЛ 1985 року.[19]
- Оскар Пісторіус, південноафриканський спринтер, який в дитинстві переніс ампутацію нижніх кінцівок, став першим спортсменом з інвалідністю, який змагався на протезах на олімпійських іграх (в 2012 році в Лондоні) разом зі звичайними спортсменами.[20]

### Кримінальне покарання
- Згідно з Кораном (5:38), покаранням за крадіжку є «ампутація» руки. Відповідно до законів шаріату, після повторного порушення також можуть відрізати ногу. Це все ще практикується сьогодні в таких країнах, як Бруней, Об'єднані Арабські Емірати[21], Іран[22][23], Саудівська Аравія[24], Ємен[25], та в 11 з 36 штатів Нігерії[26][27].
- У 1779 році Томас Джефферсон запропонував Асамблеї Вірджинії законопроєкт, який нібито мав замінити смертну кару іншими видами покарання, включаючи ампутацію, за певні злочини[28][29], хоча не всі в той час дійсно каралися смертною карою[30]. За злочини зґвалтування, содомії та полігамії (останнє видалено з пізнішої версії) покаранням мала бути кастрація для чоловіків або ринотомія для жінок.[31] За навмисне каліцтво в законопроєкті вказано буквальне «око за око»[32]. Законопроєкт так і не був прийнятий через поєднання варварства в одних частинах і уявної поблажливості в інших.[29][33]
- З XVI століття англійське законодавство передбачало відсікання руки як покарання за удар когось у залі суду. Законопроект про перегляд покарань Томаса Джефферсона також мав на меті скасувати це.[34]
- Станом на 2021 рік ця форма покарання є суперечливою, оскільки більшість сучасних культур вважають її морально огидною, бо вона назавжди робить покараного людиною інвалідністю та є катуванням. Таким чином, вона вважається вкрай непропорційною для злочинів, менших за такі, як вбивство.[35]

## Показання до ампутації кінцівок
Причинами ампутації кінцівки є:[джерело?]
- Травма з великим розмежуванням тканин, яке хірургічно неможливо відновити
- Змертвіння тканин після опіків чи відмороження
- Газова гангрена
- Суха гангрена, при якій присутня демаркаційна лінія, в такому випадку можлива самостійна ампутація (відсихання) частини кінцівки
- Волога гангрена як наслідок занесеної інфекції при діабетичній стопі чи інших трофічних виразках
- Облітеруючий атеросклероз судин нижніх кінцівок, важкий ступінь
- Остеомієліт, (нагноювання кісток)
- Злоякісні пухлини тощо.

## Прогноз
Людина може зазнати психологічної травми та емоційного дискомфорту. Кукса залишиться зоною зниженої механічної стабільності. Втрата кінцівок може представляти значні або навіть критичні практичні обмеження.
Велика частина людей з ампутованими кінцівками (50–80 %) відчуває феномен фантомних кінцівок, вони відчувають частини тіла, яких більше не має. Ці кінцівки можуть свербіти, боліти, горіти, бути напруженими, сухими або мокрими, затиснутими або притиснутими, або люди можуть відчувати, ніби кінцівки рухаються. Деякі вчені вважають, що це пов'язано зі своєрідною нейронною картою тіла, яка надсилає решті мозку інформацію про кінцівки незалежно від їхнього існування. Фантомні відчуття та фантомний біль також можуть виникати після видалення інших частин тіла, наприклад, після ампутації молочної залози, видалення зуба (біль у фантомному зубі) або видалення ока (синдром фантомного ока).
Подібним явищем є незрозуміле відчуття в частині тіла, не пов'язаної з ампутованою кінцівкою. Було висунуто гіпотезу, що частина мозку, відповідальна за обробку стимуляції від ампутованих кінцівок, будучи позбавленою вхідних даних, розширюється в навколишній мозок (Фантоми в мозку: В. С. Рамачандран і Сандра Блейкслі), так що людина, яка має ампутовану руку, буде відчувати незрозумілий тиск або рух на обличчі чи голові.
У багатьох випадках фантомна кінцівка допомагає адаптуватися до протеза, оскільки дозволяє людині відчувати пропріоцепцію протезної кінцівки. Щоб підвищити опірність або зручність використання, комфорт або загоєння, деякі типи куксових шкарпеток можна носити замість або як частину носіння протеза.
Іншим побічним ефектом може бути гетеротопічна осифікація, особливо коли травма кістки поєднується з травмою голови. Мозок сигналізує про зростання кістки замість утворення рубцевої тканини, а вузлики та інші утворення можуть заважати протезуванням і іноді вимагають подальших операцій. Цей тип травм був особливо поширеним серед солдатів, поранених саморобними вибуховими пристроями під час війни в Іраку.
Завдяки технологічному прогресу в протезуванні багато людей з ампутованими кінцівками живуть активним життям з невеликими обмеженнями. Такі організації, як Challenged Athletes Foundation, були створені, щоб дати людям з ампутованими кінцівками можливість займатися легкою атлетикою та адаптивними видами спорту, такими як футбол для людей з ампутованими кінцівками.
Майже половина людей, які мають ампутацію через судинні захворювання, помруть протягом п'яти років, як правило, вторинно через обширні супутні захворювання, а не через прямі наслідки ампутації. Це вище, ніж п'ятирічний рівень смертності від раку молочної залози, раку товстої кишки та раку простати. Серед хворих на діабет, яким ампутували нижню кінцівку, до 55 % потребують ампутації другої ноги впродовж двох-трьох років.

## Цікаві факти
- Найвідомішою ампутацією є кастрація, яку виконують як тваринам, так і людям.
- До винайдення загального знеболювання хірург якомога швидше виконував ампутацію (~20-30 хв), це часом приводило до поранень асистентів та операційних медсестер.
- Ампутацію хвоста у тварин часто виконують з косметичною метою у деяких порід собак (боксери, добермани, спанієлі, фокстер'єри та інші) або при розтрощених травмах, новоутвореннях та інших ураженнях хвоста. Ампутацію хвоста з косметичною метою виконують на 6-10-й день після народження. Довжина хвоста визначається вимогами стандарту для окремих порід.
- У природі відомі такі явища, коли ампутація частини тіла рятує життя організму. Наприклад, відрив (або аутотомія) частини хвоста ящірки (напр., веретільницеві) при небезпеці або утриманні за кінчик хвоста. Частина хвоста відривається, а згодом виростає знову.[41]